# Mario Góngora
Mario Góngora del Campo (Santiago, 22 de junio de 1915-Santiago, 18 de noviembre de 1985) fue un destacado historiador chileno, Premio Nacional de Historia en 1976. Fue descrito por Simon Collier como «el historiador chileno más sobresaliente de su generación» y uno de los más destacados de su tiempo en Hispanoamérica.
En Ensayo histórico sobre la noción de Estado en Chile en los siglos XIX y XX (1981), Góngora hace una reconstrucción nacionalista de la historia del Chile republicano. El mismo año de su publicación se convenció de que la influencia de la Escuela de Chicago había torcido los ideales del nacionalismo chileno y le ha sustraído al Estado su papel preeminente en la afirmación de la nacionalidad.
Intelectuales conservador-revolucionarios como Oswald Spengler, Ernst Jünger, Stefan George, y particularmente Carl Schmitt, dejan una gran huella en su trabajo, sin embargo, es el chileno Alberto Edwards quien más influyó en su obra. Edwards es quien lo insta por primera vez a leer a Spengler, de quien dijo ser devoto hasta sus últimos días. Así pues, se ha dicho  que con la obra de Góngora el pensamiento conservador en Chile adquiere una madurez reflexiva.

## Biografía
Hijo de Augusto Góngora Morán, funcionario diplomático, y de Eugenia del Campo Letelier, su padre llegó a ser cónsul en Oruro, ciudad minera boliviana. Aficionado al juego, nunca logró procurar sustento para su mujer y sus cuatro hijos, aún pequeños, lo que motivó la separación del matrimonio; la madre regresó con los niños a Chile y la familia dejó de tener contacto con el padre. Es descendiente directo por vía paterna del crónista español Alonso de Góngora Marmolejo.
Realizó sus primeros estudios en el Colegio San Agustín, y los superiores en la Escuela de Leyes de la Universidad Católica (1932-1936), donde obtuvo el premio Tocornal al alumno más destacado de su generación. Pero no siguió adelante para obtener los requisitos profesionales para ejercer como abogado, ya que descubrió su vocación humanista y en 1940 ingresó en el Instituto Pedagógico, del que se recibió en 1944 con el grado de Licenciado en Filosofía con mención en Historia y el título de profesor de Estado.
A pesar de sus estudios, siempre se consideró un autodidacta y no creía que su formación como historiador se debiera a la universidad, no por restarle méritos sino porque, como dijo, “ingresé a aquel instituto a los 24 años de edad, y ya tenía tras de mí apasionadas lecturas juveniles, veneraciones y admiraciones, influencias personales e influencias ideológicas. Es decir toda una vida intelectual persona en germen”.
Durante su juventud fue cercano a grupos católicos, siendo parte de la Asociación Nacional de Estudiantes Católicos y participando en la revista Estudios, dirigida por Jaime Eyzaguirre. Ese grupo se trasformaría en la Falange Nacional, futura Democracia Cristiana, y aunque Góngora siempre fue cercano a él, jamás militó entre sus filas. También trabajó en la redacción de la revista Lircay, fundada en 1934, que evocaba la batalla que estableció el sistema autoritario en Chile con Diego Portales a la cabeza, llegando a ser su director por varios años. Tras realizar su primer viaje a Europa en 1938 dejó la política porque, como explicaría años después, entró en un “... total escepticismo político, que lo mantengo hasta hoy en día, soy escéptico histórico a la vez”. No obstante poco después ingresó a militar en las Juventudes Comunistas de Chile, donde participó hasta el año 1941, momento en el cual abandonó definitivamente la política partidista. Este episodio se ha asociado a la influencia del sacerdote católico Juan Salas, así como también a una lectura crítica de Nietzsche por parte del propio Góngora.
Debido a sus escasos recursos, debió trabajar como profesor en su excolegio y hacer traducciones para la editorial Zig-Zag. Luego trabajó en el Saint George's College, donde conoció a la que sería su esposa, la profesora de inglés María Helena Díaz, con la que contrajo matrimonio el 27 de septiembre de 1947. La pareja tuvo una hija, María Eugenia, nacida en Sevilla, cuando Góngora investigaba en el Archivo General de Indias. María Eugenia Góngora Díaz se ha desempeñado como profesora de literatura y filosofía medieval en la Facultad de Filosofía y Humanidades de la Universidad de Chile, de la que fue decana durante dos períodos entre 2010 y 2018.

## Trayectoria historiográfica

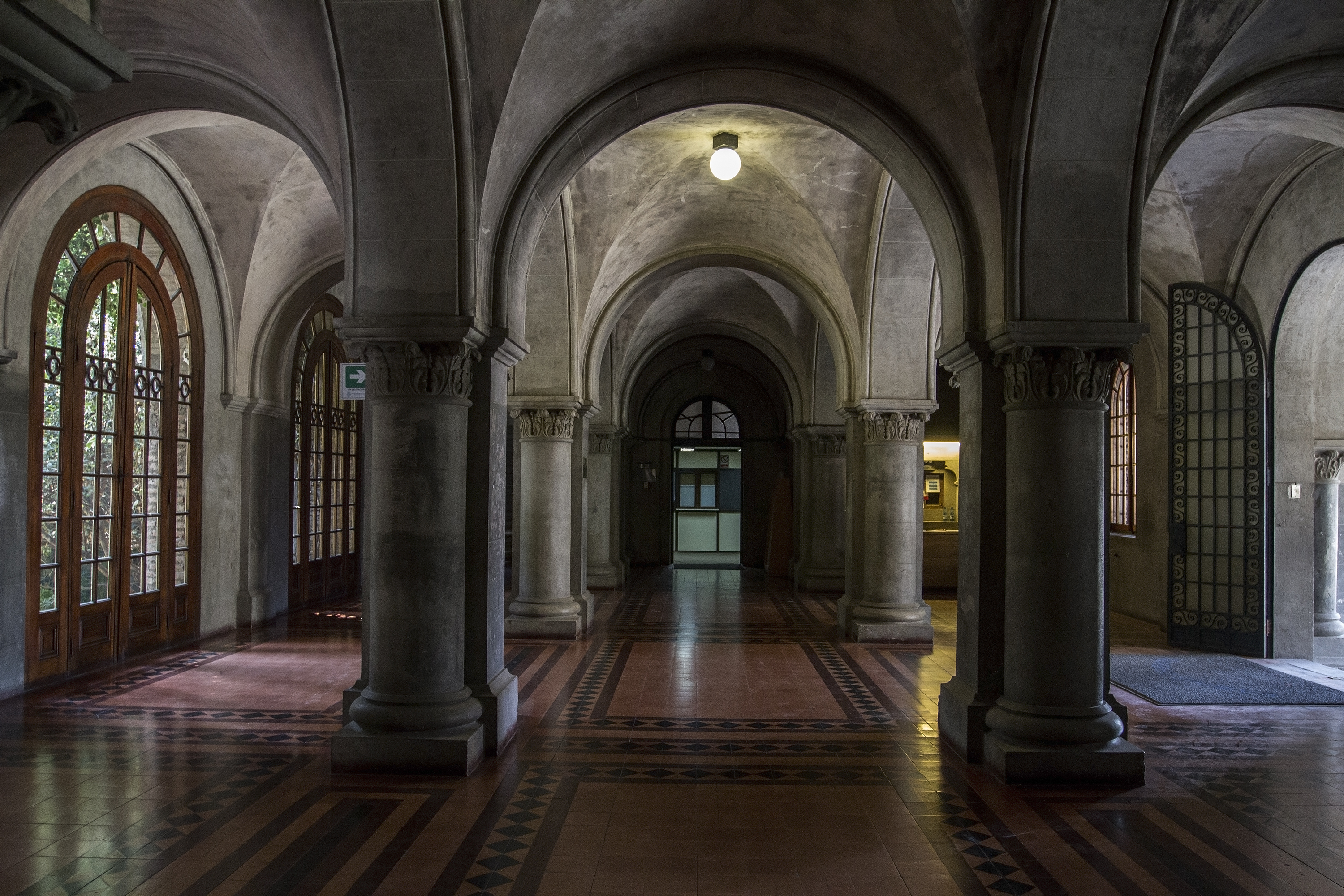
Pontificia Universidad Católica de Chile, su alma mater y última institución como académico.

Un año después de recibirse, comenzó a trabajar en la Universidad de Chile como jefe del Seminario de Historia Universal en la Facultad de Filosofía. Inició así una larga carrera académica: profesor titular de historia medieval (1952), encargado del Instituto de Investigaciones Histórico-Culturales (1953), director del Seminario de Historia Colonial (1960-1968); de ahí pasó, a fines de los años 1960, al Departamento de Estudios Humanísticos de la Facultad de Ciencias Físicas y Matemáticas, que encabezó entre 1975 y 1976. Ese año fue nombrado decano de la Facultad de Filosofía y Humanidades, y en 1978, un año después de jubilarse, se incorporó al Instituto de Historia de la Universidad Católica, donde permaneció hasta su muerte. 
En su trabajo historiográfico se distinguió por dedicar su investigación a la historia de Chile y de América, y en la docencia a la Historia Universal, especialmente la baja Edad Media y la temprana Edad Moderna. Entre sus principales influencias se encuentra el historiador alemán Leopold von Ranke, y los grandes teóricos del historicismo, como Ernst Troeltsch, Karl Mannheim y Wilhelm Dilthey. Góngora sostenía que la cultura y la nación tienen alma, tienen espíritu, idea encontrada en los románticos alemanes Justus Moser, Novalis y Karl Wilhelm Friedrich von Schlegel, y especialmente el pensador Oswald Spengler y su obra La decadencia de Occidente.
Posteriormente, y en sus viajes a Francia, asistió a clases dadas por Fernand Braudel en la École Pratique des Hautes Études. De Braudel, máximo exponente de la segunda generación de la Escuela de los Annales (uno de los estudios de Góngora sobre el vagabundaje rural fue publicado en la revista Annales économies, sociétés, civilisations en 1966), extrajo el concepto de estructura, que le permitió elevar el nivel de sus trabajos históricos al de abstracción y generalización. Mantendría contacto personal y correspondencia con Braudel.
Toda su obra se distingue por despolitizar y desideologizar la historia, viendo a esta actividad no como un instrumento de acción, sino que como una forma de pensamiento, como una auténtica ciencia en búsqueda de la verdad.
De gran importancia fueron sus investigaciones sobre la época colonial, de la cual llegó a ser considerado la mayor eminencia por sus estudios sobre el inquilinaje y el derecho indiano. Otras de sus grandes líneas de estudios estuvieron dedicadas a la llamada Ilustración Católica, la historia social y la historia de las ideas.

### ElEnsayo históricoy el Premio Nacional
Admirador de Salvador Allende,  votó por él en las tres primeras ocasiones en que se postuló a la presidencia, pero no en su victoria en 1970; más aún, fue opositor al gobierno de la Unidad Popular.
Inicialmente justificó el golpe de Estado de 1973 encabezado por el dictador Augusto Pinochet, que instauró el dictadura militar.
En 1976 fue distinguido con el Premio Nacional de Historia. Pocos años después, comenzó a distanciarse del gobierno. Al observar que no llegaba una normalización democrática y el gobierno se dedicaba a derrumbar el estado de bienestar, progresivamente se fue convirtiendo en opositor al régimen, de lo que dejó constancia en su Diario. 
Su obra más importante y polémica fue Ensayo histórico sobre la noción de Estado en Chile en los siglos XIX y XX, publicada en 1981, donde identificaba el período de las “planificaciones globales” (Frei, Allende, Pinochet), atribuía al Estado la formación de la nación y alertaba contra el peligro de la política neoliberal seguida por la dictadura militar. Dicho peligro radicaría en su efecto destructivo hacia la "noción" de Estado, clave en su interpretación historiográfica.
Sergio Villalobos lo considera "el más riguroso, metódico y penetrante de los historiadores chilenos" del siglo XX y para Ricardo Krebs es "la figura más destacada de la historiografía chilena de los últimos tiempos", "seguramente el más universal en la larga serie de grandes historiadores que ha producido nuestro país".
Murió el 18 de noviembre de 1985, tras un violento accidente al ser arrollado por un motociclista a la salida del Campus Oriente de la Universidad Católica, después de haber dictado sus clases.

## Obras
- El estado en el derecho indiano: época de fundación (1492-1570), 1951; descargable desde el portal Memoria Chilena
- Evolución de la propiedad rural en el Valle de Puangue, 1956; descargable desde el portal Memoria Chilena
- Estudios sobre el galicanismo y la 'Ilustración Católica' en América española, 1957
- Origen de los inquilinos de Chile Central, 1960; descargable desde el portal Memoria Chilena
- Los grupos de conquistadores en tierra firme (1509-1530): fisonomía histórico-social de un tipo de conquista, 1962; descargable desde el portal Memoria Chilena
- Vagabundaje y sociedad fronteriza en Chile: siglos 17-19;  descargable desde el portal Memoria Chilena
- Aspectos de la ilustración católica en el pensamiento y la vida eclesiástica chilena (1770-1814), 1969
- Encomenderos y estancieros: estudios acerca de la constitución social aristocrática de Chile después de la conquista, 1580-1660, 1970; descargable desde el portal Memoria Chilena
- Estudios de historia de las ideas y de historia social, 1980
- Proposiciones sobre la temática cultural en Chile, 1980 descargable desde el portal Memoria Chilena
- Ensayo histórico sobre la noción de Estado en Chile en los siglos XIX y XX, 1981; descargable desde el portal Memoria Chilena
- La cremación funeraria en Chile 1965-1981, 1982;  descargable desde el portal Memoria Chilena
- Libertad política y concepto económico de gobierno en Chile hacia 1915-1935, 1986
- Civilización de masas y esperanza y otros ensayos, 1987
- Nociones de cultura y civilización en Spengler, 1987 descargable desde el portal Memoria Chilena
- Lutero y su tiempo, 1987 descargable desde el portal Memoria Chilena
- Romanticismo y tradicionalismo, 1987 descargable desde el portal Memoria Chilena
- Diario, obras selectas, edición crítica de Leonidas Morales; publicación conjunta de Ediciones UC y Editorial Universitaria, Santiago, 2013.